# Crassula rhodesica
Crassula rhodesica är en fetbladsväxtart som först beskrevs av Hermann Merxmüller, och fick sitt nu gällande namn av G.E. Wickens och M. Bywater. Crassula rhodesica ingår i släktet krassulor, och familjen fetbladsväxter. Inga underarter finns listade i Catalogue of Life.